# Holoparamecus ragusae
Holoparamecus ragusae är en skalbaggsart som beskrevs av Edmund Reitter 1875. Holoparamecus ragusae ingår i släktet Holoparamecus och familjen svampbaggar. Arten har ej påträffats i Sverige. Inga underarter finns listade i Catalogue of Life.